# Marijan Marijašević
Marijan Marijašević (Aljmaš, 8. svibnja 1910.	- Rakov Potok, 8. lipnja 1945.), hrvatski književnik, jedan u nizu žrtava nestalih u komunističkim čistkama.

## Životopis
Rodio se u Aljmašu gdje je polazio i osnovnu školu. Gimnaziju je polazio i završio u Osijeku. Šumarstvo je studirao na Poljoprivredno-šumarskom fakultetu u Zagrebu. Obnaša razne dužnosti radeći na šumskim radilištima do 1941. kada prelazi u diplomatsku službu kao tajnik Poslanstva NDH u Slovačkoj. 1943. se vraća u Zagreb, u Ministarstvo šuma i ruda. Nakon pada NDH osuđen je na montiranom procesu za "kolaboraciju", i proglašen je "narodnim neprijateljem". Uhićen je u lipnju 1945. i strijeljan u Rakovom Potoku.
Pisao je za glasilo "Šumarski list", a kao gimnazijalac napisao je pripovijest "Aljmaška gospa". Objavio je i pjesme: "Lirika šestorice", "I licu gnjevnom", "Nemir samoće" i dr. Za dramu "U brodolomu" dobio je "Demetrovu nagradu".